# ميخائيل إيفانز
ميخائيل إيفانز (بالهولندية: Michael Evans)‏ (21 يوليو 1976 في هولندا - ) هو لاعب كرة قدم هولندي في مركز الهجوم. لعب مع في في في فينلو ونادي يورك سيتي وDe Treffers ‏.